# Giタンパク質αサブユニット
Giタンパク質αサブユニット（英: Gi protein α subunit）は、ヘテロ三量体Gタンパク質のαサブユニットのファミリーである。密接に関連するファミリーのメンバーも含めて、 Gi/o（Gi /Go）ファミリーまたはGi/o/z/tファミリーとも呼ばれる。 Giタンパク質αサブユニットは、Giα、Gαiなどとも表記される。

## ファミリーのメンバー
Gi/o/z/tαサブユニットファミリーのメンバーには4つのサブタイプが存在し、ヘテロ三量体Gタンパク質の4つのファミリーを定義している。 
- Giタンパク質: Gi1α、Gi2α、Gi3α
- Goタンパク質: Goα（マウスでは選択的スプライシングによってo1αとGo2αが産生される）
- Gzタンパク質: Gzα
- トランスデューシン（英語版）（Gtタンパク質）: Gt1α, Gt2α, Gt3α

### Giαサブユニット

#### Gi1α
Gi1αはGNAI1遺伝子によってコードされる。

#### Gi2α
Gi2αはGNAI2遺伝子によってコードされる。

#### Gi3α
Gi3αはGNAI3遺伝子によってコードされる。

### Goαサブユニット
Go1αはGNAO1遺伝子によってコードされる。

### Gzαサブユニット
GzαはGNAZ遺伝子によってコードされる。

### トランスデューシン

#### Gt1α
トランスデューシン/Gt1αはGNAT1遺伝子によってコードされる。

#### Gt2α
トランスデューシン2/Gt2αはGNAT2遺伝子によってコードされる。

#### Gt3α
ガストデューシン/Gt3αはGNAT3遺伝子によってコードされる。

## 機能
Gi/o/z/tの一般的な機能は、細胞表面のGタンパク質共役受容体（GPCR）の活性化に応答して細胞内シグナル伝達経路を活性化することである。GPCRは、受容体-トランスデューサー-エフェクターという3つの構成要素からなるシステムの一部として機能する。このシステムのトランスデューサーはヘテロ三量体Gタンパク質であり、3つのサブユニットから構成される。GiαなどのGαタンパク質は、強固に結合した2つのタンパク質、GβとGγ（Gβγ複合体）と複合体を形成している。受容体によって刺激されていないときには、GαはGDPを結合し、Gβγと不活性なGタンパク質三量体を形成している。受容体に細胞外の活性化リガンド（ホルモンや神経伝達物質など）が結合すると、活性化された受容体はグアニンヌクレオチド交換因子として作用し、GαからのGDPの放出とGTPの結合を促進し、それによってGβγからGTP結合型Gαの解離を駆動する。解離したGTP結合型GαとGβγは、それぞれ下流のシグナル伝達酵素を活性化する。
Giタンパク質は主にアデニル酸シクラーゼの活性を阻害することでATPからcAMPの産生を低下させ、cAMP依存性プロテインキナーゼの活性の低下をもたらすことでcAMP依存性経路を阻害する。GiやGoの活性化によって遊離したGβγは、特にGIRKチャネルなどの下流のエフェクターへのシグナル伝達を活性化する。
GiとGoは、百日咳の原因となる百日咳菌Bordetella pertussisが産生する百日咳毒素の基質である。百日咳毒素はADPリボシル化酵素であり、GiαとGoαタンパク質の特定のシステイン残基にADPリボースを付加することでGPCRとの共役と活性化を防ぎ、GiとGoを介した細胞シグナル伝達経路を遮断する。
Gzタンパク質もGPCRとアデニル酸シクラーゼの阻害を関連付けるが、GzはGi/Goと異なり百日咳毒素にに対する感受性を持たない。
Gtタンパク質は感覚受容過程に機能する。トランスデューシンGt1、Gt2は、視覚で光を受容するGタンパク質共役受容体からのシグナルの伝達を行う。暗所視をつかさどる網膜桿体細胞のロドプシンはGt1と共役しており、色覚をつかさどる網膜錐体細胞のフォトプシンはGt2と共役している。Gt3/ガストデューシンは味蕾で甘味や苦味によって活性化されるGタンパク質に共役することで、味覚シグナルを伝達する。

## 受容体
次に挙げるGタンパク質共役受容体がGi/oサブユニットと共役する。
- アセチルコリン受容体 M2（英語版）、M4（英語版）
- アデノシン受容体 A1（英語版）、A3（英語版）
- アドレナリン受容体 α2A（英語版）、α2B（英語版）、α2C（英語版）
- アペリン受容体（英語版）
- カルシウム感知受容体
- カンナビノイド受容体 CB1（英語版）、CB2[6]
- ケモカイン受容体 CXCR4
- ドーパミン受容体 D2（英語版）、D3（英語版）、D4（英語版）
- GABAB受容体
- グルタミン酸受容体 mGlu2（英語版）、mGlu3（英語版）、mGlu4（英語版）、mGlu6（英語版）、mGlu7（英語版）、mGlu8（英語版）
- ヒスタミン受容体 H3（英語版）、H4（英語版）
- メラトニン受容体 MT1（英語版）、MT2（英語版）、MT3（英語版）
- ヒドロキシカルボン酸受容体（英語版） HCA1（英語版）、HCA2（英語版）、HCA3（英語版）
- オピオイド受容体 δ（英語版）、κ（英語版）、μ（英語版）、ノシセプチン受容体（英語版）
- プロスタグランジン受容体 EP1（英語版）、EP3（英語版）、FP（英語版）、TP（英語版）
- セロトニン受容体 5-HT1（英語版）、5-HT5（英語版）
- 遊離脂肪酸受容体 FFAR2（英語版）、FFAR3（英語版）
- ソマトスタチン受容体（英語版） SST1（英語版）、SST2（英語版）、SST3（英語版）、SST4（英語版）、SST5（英語版）
- 微量アミン関連受容体 TAAR8（英語版）